# Финигуэрра, Мазо
Мазо да Финигуэрра, Томмазо ди Антонио Финигуэрра (итал. Maso da Finiguerra, Tommaso di Antonio Finiguerra; март 1426, Флоренция — 24 августа 1464, Флоренция) — художник раннего итальянского Возрождения флорентийской школы, рисовальщик, гравёр и ювелир.

## Биография
Томмазо был сыном Антонио и внуком Томмазо Финигуэрры или Финигерри (фамилия в точности неизвестна), в 1421 году был зарегистрирован как ювелир. Мазо да Финигуэрра вступил в ювелирное дело в 1456 году, женился на Пьере ди Доменико ди Джованни в 1458 году, учился ювелирному делу у отца и «освободился от его опеки» в 1459 году. Финигуэрра был среди молодых художников, которые под руководством Лоренцо Гиберти работали над знаменитыми «Вратами Рая» (восточными дверьми Флорентийского баптистерия).
Джорджо Вазари ошибочно назвал Финигуэрру изобретателем техники гравюры резцом по меди. Однако Вазари и его последователи приписывали Финигуэрре только его бумажные оттиски: так называемые ниелло (итал. niello, от лат. nigellus — черноватый) — технику чернения углублённого (гравированного) рисунка на металле, главным образом на серебре, смесью сульфидов серебра, свинца, меди, олова и серы с последующим прокаливанием и полировкой. Такую «чернь» до обжига можно печатать на влажную бумагу аналогично офорту.
Вазари подтверждал свои сведения тем, что именно Финигуэрра «первым в 1452 году догадался использовать приёмы чернения ювелирных изделий для печатания оттисков на бумагу с награвированной на металле печатной формы». Это сделало художника ключевой фигурой в истории гравюры старых мастеров до начала двадцатого века. Однако постепенно стало понятно, что точка зрения Вазари, как и многие его утверждения относительно происхождения технических достижений, не может быть документально подтверждена. Как правило, Вазари преувеличивал значение родных ему флорентийцев. Ныне хорошо известно, что гравирование по дереву и металлу развивалось в Германии ранее, чем в Италии.
Вероятно, Томмазо да Финигуэрра изготавливал не сами гравюры, а оттиски, сделанные со специальных печатных форм; гравюр в полном смысле этого слова у него никогда не было. И хотя он явно был важным художником своего времени, множество рисунков и одна сохранившаяся гравюра не могут быть определённо приписаны ему, поэтому научный интерес к художнику значительно снизился, хотя «ему по-прежнему приписывают более ста рисунков, хранящихся в Уффици и в других собраниях».
Деятельность Мазо Финигуэрра связывают с творчеством многих других флорентийских художников, как то Баччо Бальдини и Алессио Бальдовинетти. Но Финигуэрра преждевременно скончался в тридцать восемь лет, как раз тогда, когда его карьера казалась многообещающей, вероятно, став жертвой очередной эпидемии чумы. Он был похоронен в церкви Оньиссанти во Флоренции 24 августа 1464 года.

## Наследие
Большая группа рисунков художника хранится в галерее Уффици, на некоторых из них надписано: «Maso Finiguerra»; надписи, вероятно, сделаны Филиппо Бальдинуччи, хранителем художественных коллекций Медичи. На рисунках изображены фигуры в мастерской и на улице, по всей видимости, члены семьи и помощники художника, нарисованные прямо с натуры и использовавшиеся «в качестве хранилища образных идей, которые Финигуэрра мог бы использовать». Среди рисунков — четырнадцать этюдов птиц и животных, некоторые из которых явно скопированы с других рисунков.
Имеются также два больших рисунка на пергаменте (28 х 41 см), на которых изображены сцены из Ветхого Завета: «Моисей на горе Синай», «Медный змей» (ныне в Британском музее) и «Потоп» (в Кунстхалле в Гамбурге). Очевидно, они были задуманы как законченные произведения искусства, хотя позже оба были награвированы Франческо Росселли. В 1464 году Финигуэрра сделал рисунки для двух больших стенных панелей Сакристии Святой мессы собора Санта-Мария-дель-Фьоре во Флоренции. Бальдовинетти их раскрасил, а Джулиано да Майано выполнил в технике интарсии (углублённой мозаики) с использованием различных пород дерева, мрамора и стеклянной пасты.
Работе Финигуэрры приписывали «Флорентийскую живописную хронику» (Cronaca pittorica fiorentina), но в настоящее время её чаще атрибутируют как работу Баччо Бальдини или художника его круга. Этот альбом — необычная и амбициозная попытка создания «живописной истории мира», которая так и не была завершена. Рисунки выполнены чёрным мелом, затем тушью и кистью с размывкой.
Атрибуция ниелло, в частности хранящихся в музее Барджелло (Флоренция), осложняется проблемами, возникающими из-за сопоставления документальных записей и замечаний Вазари и Бенвенуто Челлини с сохранившимися работами. Одно из них, с изображением «Коронования Девы», считается более качественным и приписывается Финигуэрре. На другом изображено «Распятие», и его часто считают произведением неизвестного мастера 1456 года.

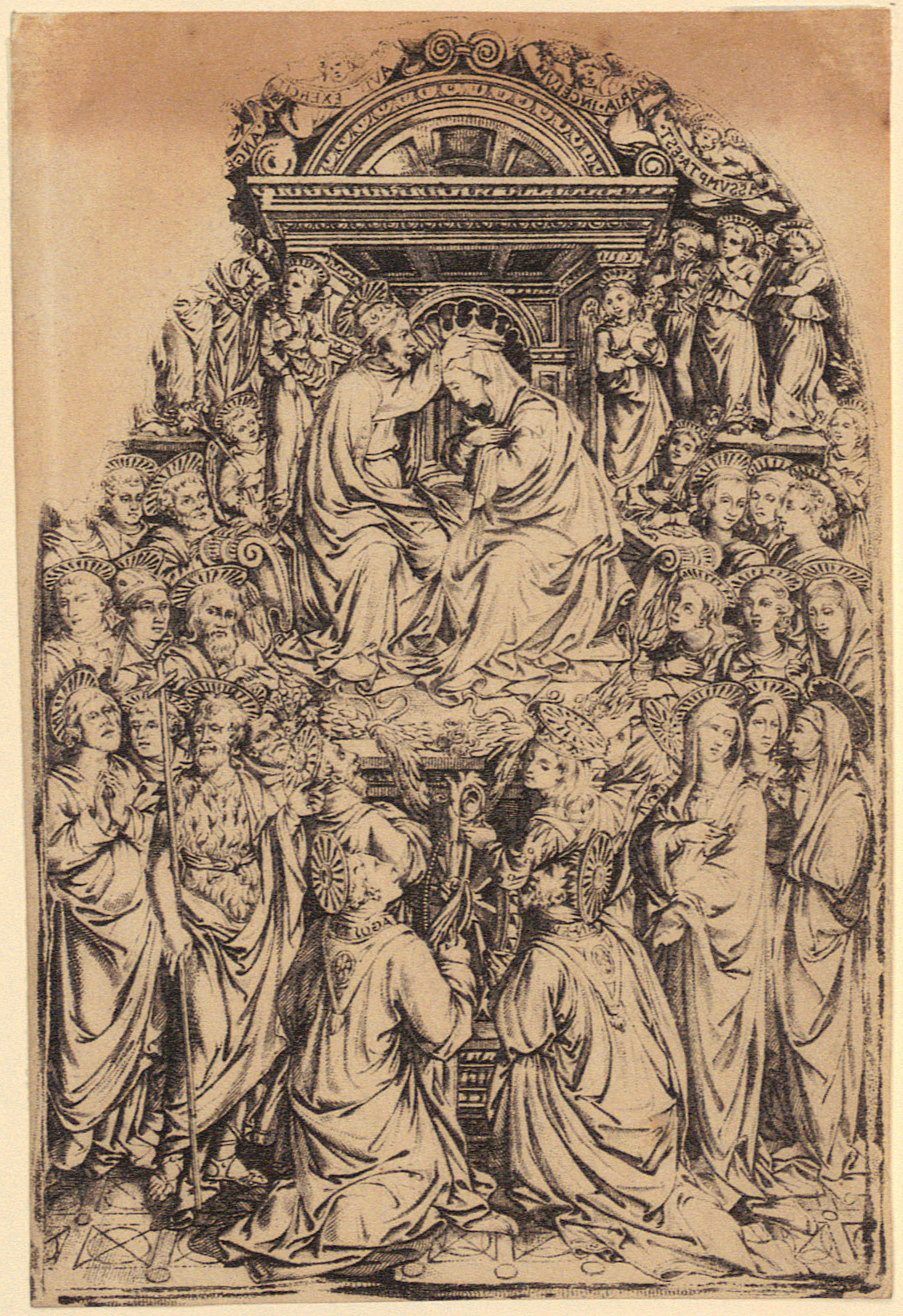
Коронование Марии. Литография И. Поке по рисунку Мазо да Финигуэрра. Между 1834 и 1866 гг.
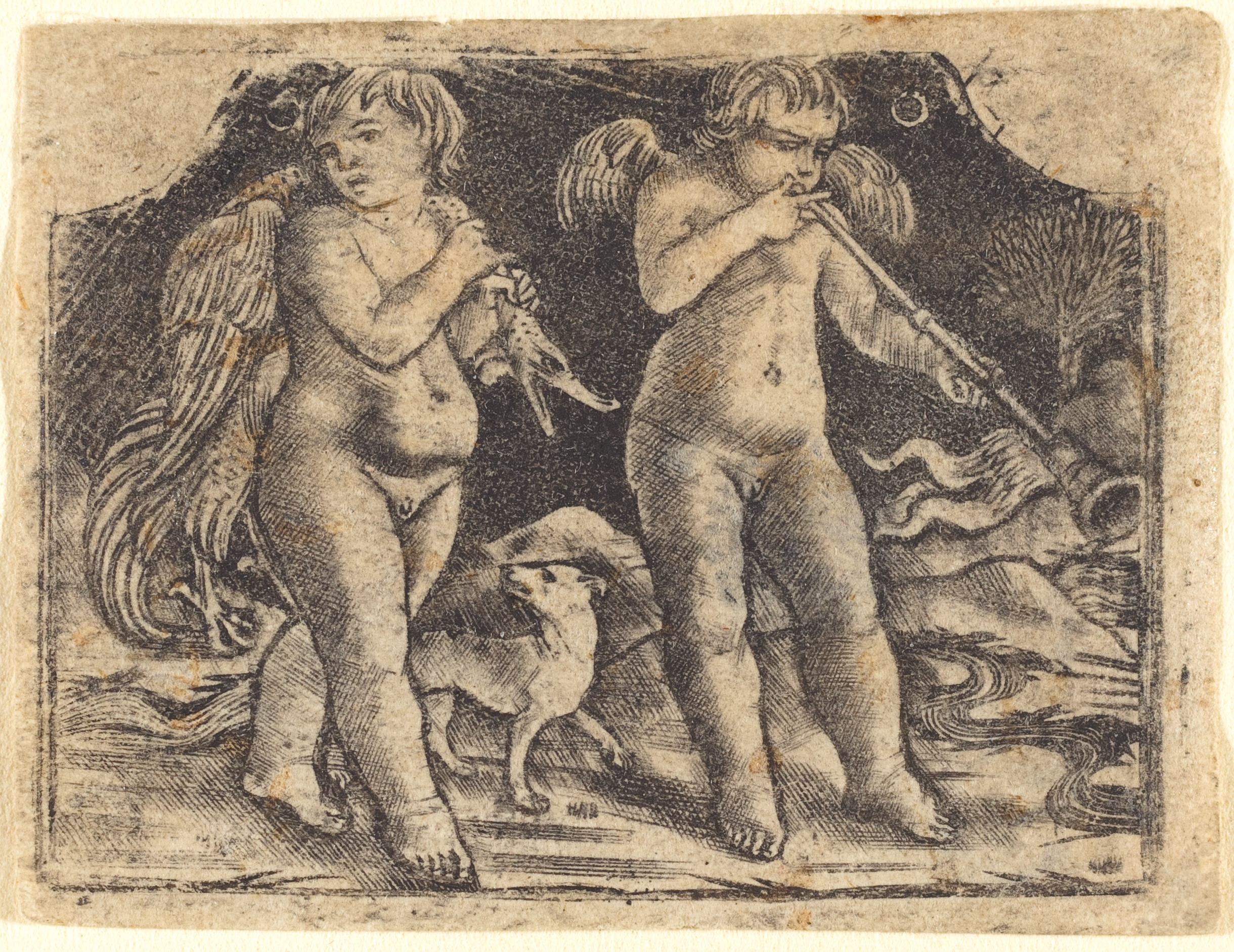
Купидон, несущий птицу в сопровождении собаки, и ещё один купидон, играющий на трубе. Гравюра резцом на меди
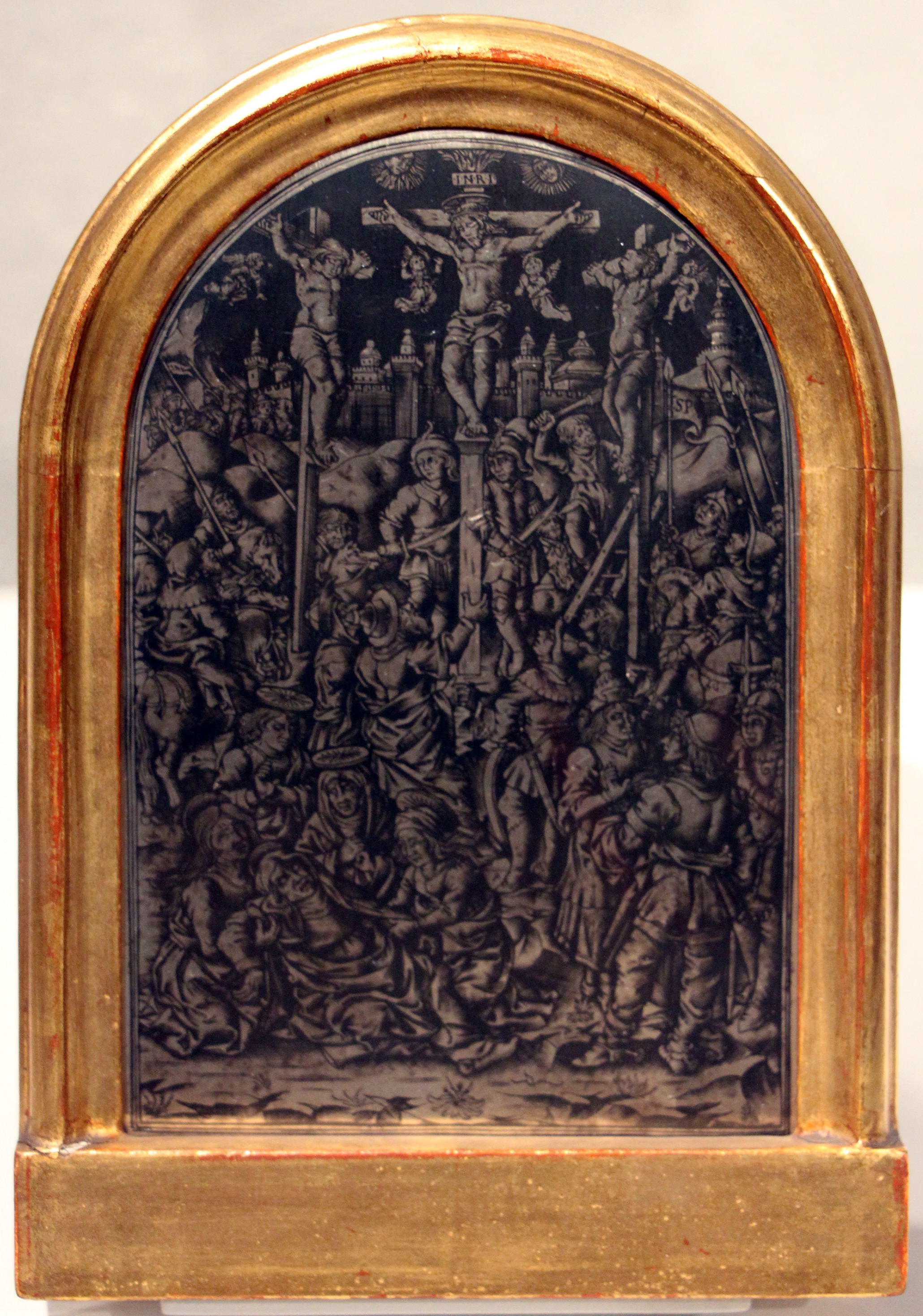
Распятие. 1460—1464. Ниелло. Барджелло, Флоренция
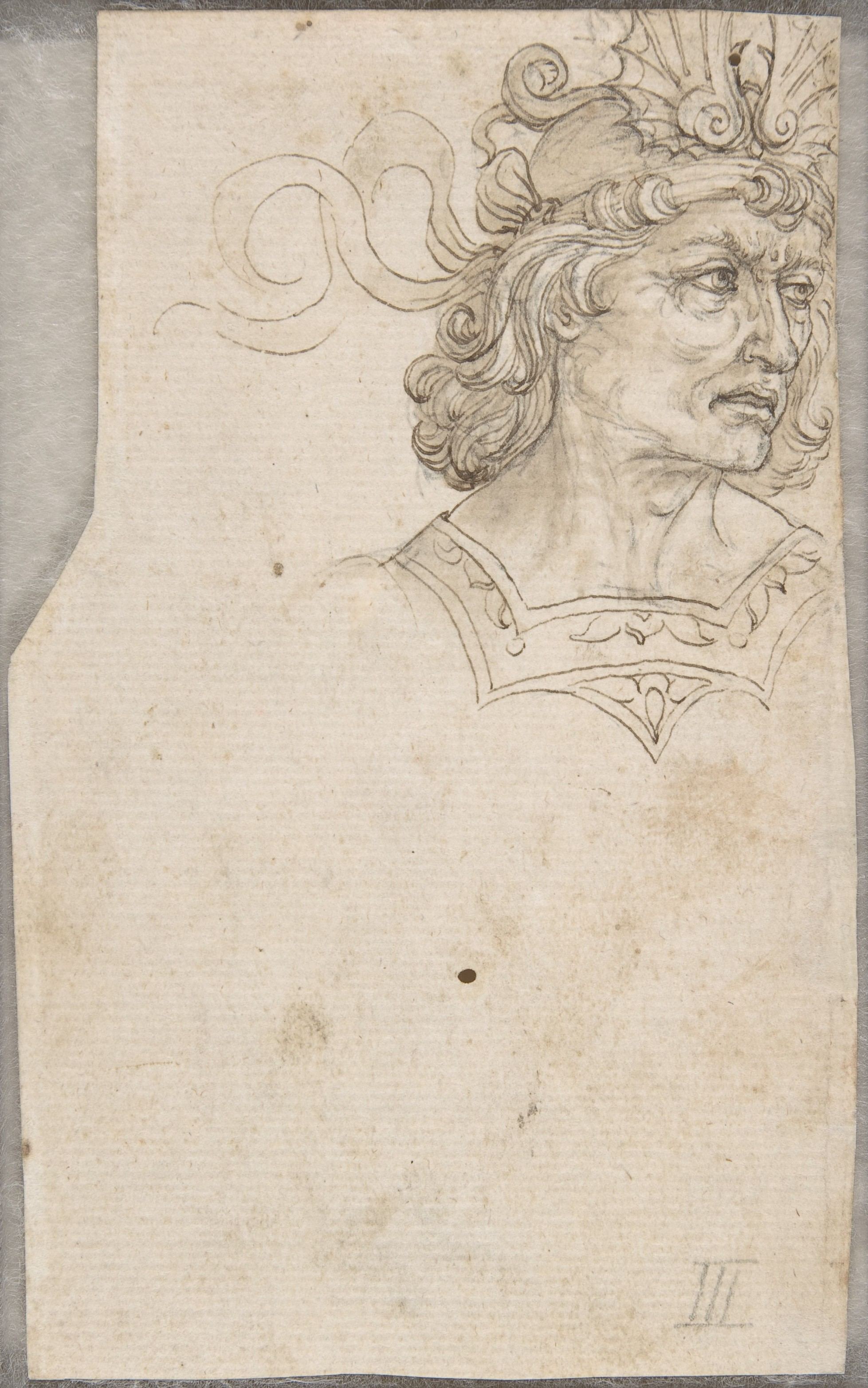
Воин в фантастическом шлеме. 1460–1464. Бумага, тушь, перо, кисть. Метрополитен-музей, Нью-Йорк
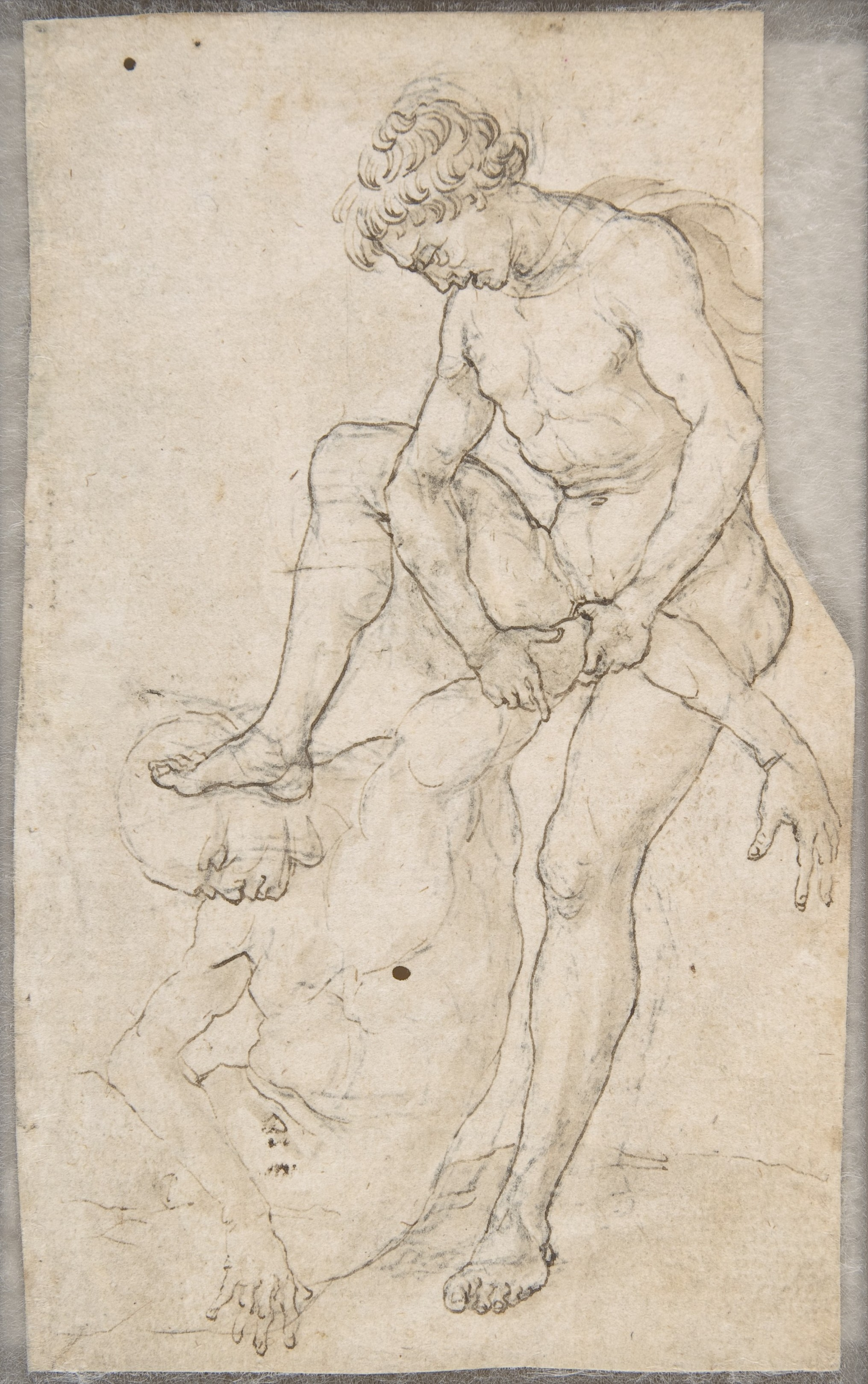
Воин, побеждающий другого воина. 1460–1464. Бумага, тушь, перо, кисть. Метрополитен-музей, Нью-Йорк